# Compost Records
Compost Records ist ein Münchener Independent-Label, das 1994 von Michael Reinboth gegründet wurde. Es veröffentlicht weltweit Lounge- und andere elektronische Musik wie Downbeat und Trip-Hop.
Neben Alben und Remix-Veröffentlichungen umfasst das musikalische Repertoire von Compost Records auch viele Kompilationen wie Future Sounds of Jazz – Vol. 1–10, Glücklich 1–5, kompiliert von Rainer Trüby, ⁣⁣ mit ihren für die Entwicklung des Brasil Fusion beispielhaften Tracks, das Ennio Morricone Remix Project, Soulsearching und Kompilationen wie Party-Keller 1–3, die Elaste-Serie und die Black Label-Kompilationen.

## Musiker (Auswahl)
- Beanfield
- Rainer Trüby
- Fauna Flash
- Karma
- Florian Keller
- Koop
- Kyoto Jazz Massive
- Felix Laband
- Marsmobil
- Ben Mono
- Christian Prommer
- Marbert Rocel
- Trüby Trio
- Voom:Voom
- Web Web
- Peter Gall
- Prepared